# Лебег, Николя
Николя Лебег (фр. Nicolas Lebègue, приблизительно 1631 — 6 июля 1702) — французский композитор, органист и клавесинист, музыкальный педагог. Лебег внёс существенный вклад в развитие французской органной школы, создав произведения с отдельными партиями для педальной клавиатуры и развивая жанр Tierce en taille. Его произведения также включают в себя самые ранние изданные неметризованные прелюдии (фр. Prélude non mesuré).

## Биография

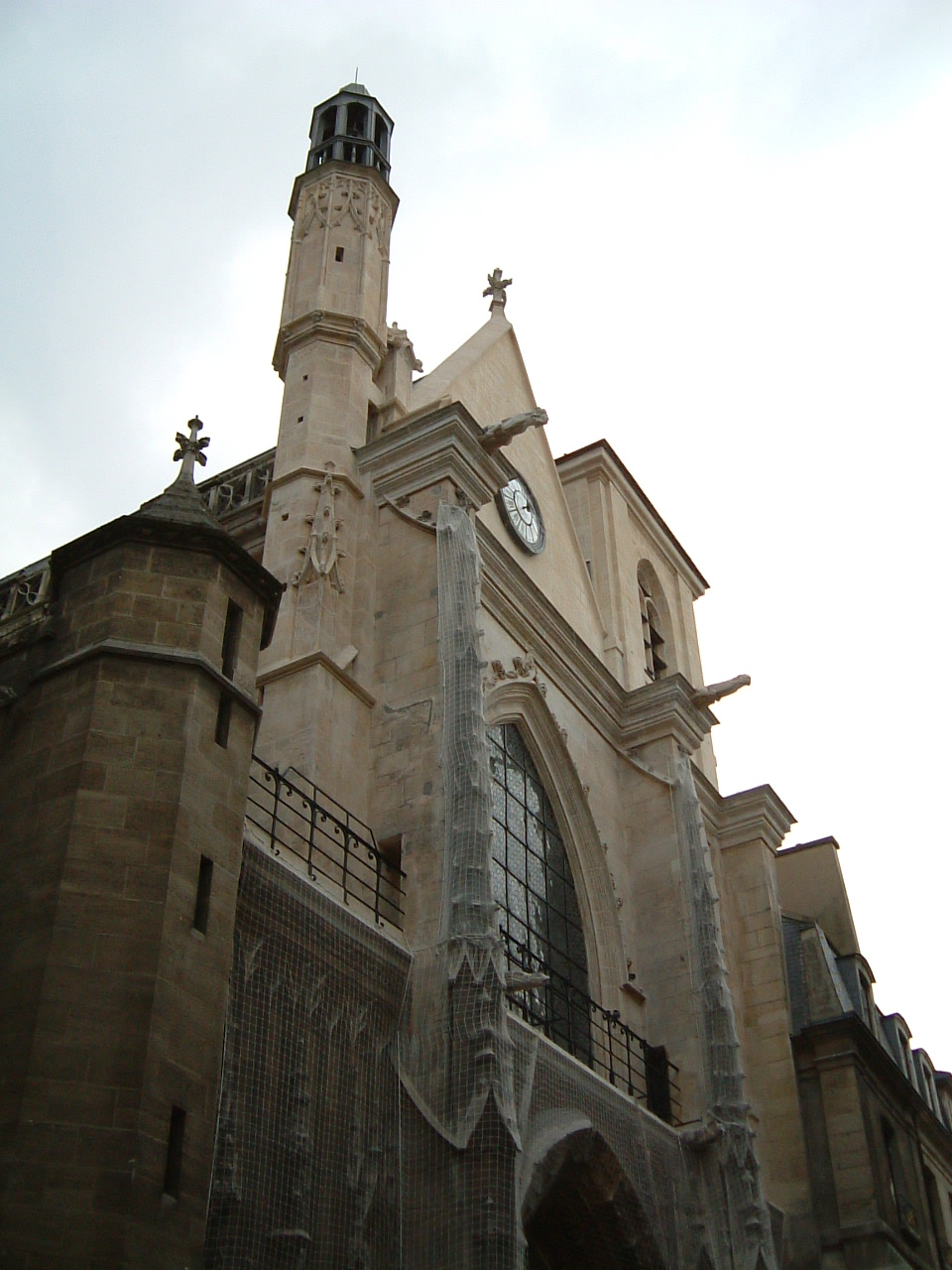
Церковь Сен-Мерри

Лебег родился в Лане, и не известно ничего определённого о его первых годах жизни или обучении музыке. Возможно, его дядя (также носивший имя Николя Лебег), maître joueur d’instrument, играл некоторую роль в музыкальном образовании Лебега. Также ничего не известно об обстоятельствах переезда Лебега в Париж: первое известное упоминание о Лебеге содержится в документе 1661 года, в котором композитор уже описан как «известный парижский органист», поэтому к тому времени он, должно быть, жил и работал в городе достаточно долго, чтобы обеспечить себе основательную репутацию. Такая запись также должна означать, что он занимал позицию органиста в Париже по крайней мере один раз, однако точное место его работы неизвестно. Единственный пост, о котором достоверно известно, что Лебег его занимал — должность в церкви Сен-Мерри, где он работал с 18 декабря 1664 года до самой смерти. Лебег начал издавать свою музыку в 1676 году, и в 1678 был избран одним из «королевских органистов» (organistes du Roi). Этот престижный пост Лебег разделил с Гийомом Габриэлем Нивером, Жаком Дени Томленом и Жан-Батистом Бютерном.
Сохранились многочисленные копии сочинений Лебега, что указывает, что он был широко признанным музыкантом. Он был также известен как эксперт по устройству органа: в этом качестве Лебег путешествовал с консультациями в Бурж, Блуа, Шартр, Суассон и Труа. Помимо этого, Лебег был также влиятельным учителем: среди его учеников были Франсуа Даженкур, Николя де Гриньи и, вероятно, менее известные Габриэль Гарни, Пьер Дандриё, Жан Николя Жоффруа и Жиль Жюльен. Также при содействии Лебега Пьер Дюмаж получил свой первый важный пост в соборной церкви Сен-Кантена.
Скончался в Париже в 1702 году.

## Произведения

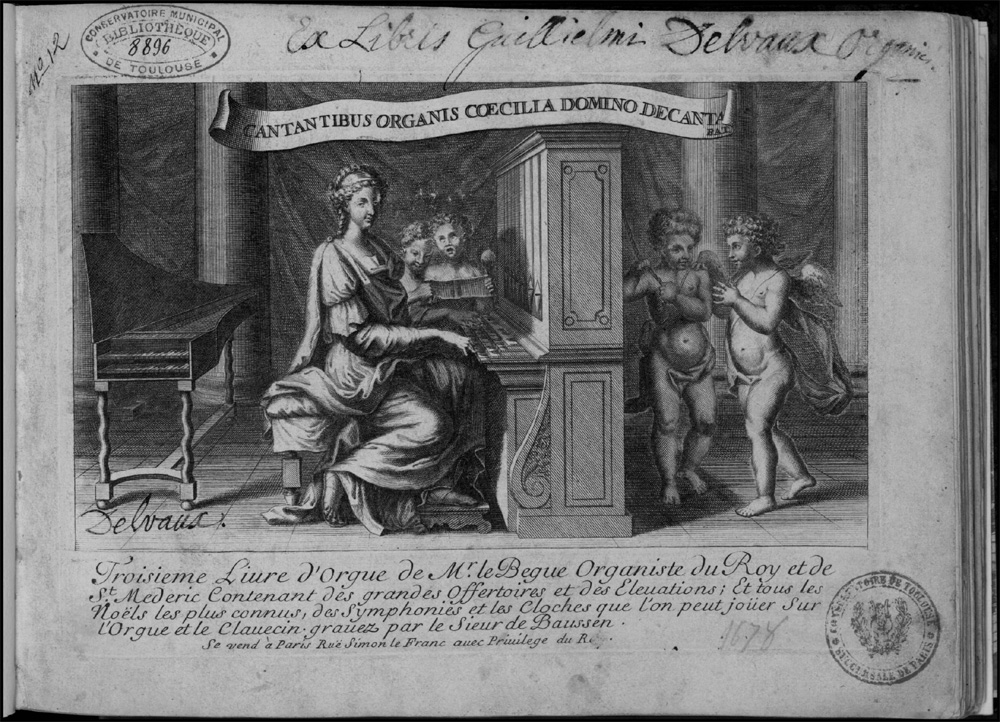
Титульная страница 3e livre d’orgue

В музыке для клавишных инструментов, созданной Лебегом, заключена его историческая роль в музыке эпохи барокко. В Париже было издано пять коллекций музыки для органа и клавесина:
- Les pièces d’orgue (1676): 8 сюит для органа в восьми церковных ладах
- Les pièces de clavessin (1676): клавесинные произведения
- 2e livre d’orgue (1678): месса
- 3e livre d’orgue (1685): 10 офферториев, 4 симфонии, 9 рождественских тропарей, 8 церковных произведений иной направленности и сочинение Les Cloches (колокола)
- Second livre de clavessin (1687): клавесинные сюиты.

Ещё несколько сочинений для клавесина и приблизительно 20 работ для органа сохранились в рукописных копиях. Лебегова музыка для клавесина продолжает традицию, установленную Жаком Шамбоньером и Луи Купереном. В неизмеренных прелюдиях первой книги (самые ранние изданные композиции данного вида) Лебег пользуется изменённой версией свободной нотации, изобретенной Купереном; эти изменения, как Лебег пишет в предисловии, стремятся «представлять прелюдии максимально упрощенно»; сами Лебеговы прелюдии намного короче и проще, чем прелюдии Куперена. С целью упрощения Лебег использовал дольные длительности нот, в противоположность целым нотам Куперена повсюду. Однако ни один из современных Лебегу композиторов не принял изменённую нотацию, и вторая коллекция музыки Лебега для клавесина уже не включала неметризованные прелюдии. Другим важным аспектом стиля Лебега является тенденция к стандартизации: многие его композиции начинаются с пары форм «аллеманда-куранта», в нескольких других затем следует сарабанда, а затем — джига. Лебег был более формален, чем его предшественники, в наименовании своих произведений: ни у одного произведения Лебега нет описательных названий, обычно ассоциирующихся с французской школой клавесина.
Les pièces d’orgue, первая изданная коллекция органной музыки Лебега, включает восемь наборов, покрывая все восемь ладов. Эта коллекция, как часто полагают, — одна из самых прекрасных коллекций французской барочной органной музыки, а также одна из самых важных ступеней в развитии французской школы органа. Лебег был, вероятно, первым среди французских композиторов, кто ввел в свои произведения отдельные партии, написанные для педальной клавиатуры. Он также развивал одну из самых характерных форм французской органной музыки — [Récit de] Tierce en taille — а также trio à deux dessus — трёхголосое полифоническое произведение с двумя частями для правой руки и одной — для левой (что отличается от другой французской формы trio à trois claviers (трио для трех клавиатур), в которой органист должен использовать два мануала и педальную клавиатуру). По сравнению с этими инновационными работами произведения во второй книге Лебега более сдержаны — вероятно, композитор сознательно намеревался писать для непрофессионалов — любителей и новичков (как отмечено в издательском предисловии). Третья коллекция содержит множество различных по формам произведений.
Сохранилось лишь несколько произведений Лебега не для клавишных инструментов: один гимн и коллекция церковных песнопений, изданных в 1687 году в Париже (Motets pour les principales festes de l’année). В то время как гимн является простым псевдогригорианским хоралом, церковные песнопения являются важными, качественно выстроенными работами, инновационными в их использовании органа не в качестве непрерывного баса на протяжении всего произведения, но иногда и как солирующего инструмента. Данные песнопения были составлены для бенедиктинских монахинь женского монастыря Валь-де-Грас. Другие работы, включая «Вечерню для двух хоров», утеряны.